# Eva Picardi
Eva Picardi (Reggio Calabria, 16 gennaio 1948 – Bologna, 23 aprile 2017) è stata una filosofa italiana.
Importante studiosa di Gottlob Frege, di cui curò l'edizione italiana di vari scritti, si occupò principalmente di filosofia del linguaggio. Con il suo insegnamento, le sue ricerche e le sue curatele, contribuì a diffondere in Italia lo studio della filosofia analitica.

## Biografia
Si trasferì ancora giovane a Bologna, dove frequentò il Liceo Luigi Galvani. Iscrittasi all'Università di Bologna per studiare filosofia, si laureò nel 1970, sotto la guida di Alberto Pasquinelli. Nel 1974 iniziò il dottorato di ricerca all'Università di Oxford, presso il Somerville College, sotto la guida di Peter Frederick Strawson. Vi rimase fino al 1977, quando tornò all'Università di Bologna per insegnare logica. Tornata a Oxford, ottenne il dottorato nel 1984, sotto la guida di Michael Dummett, con una tesi su asseribilità e verità.
Dopo il dottorato rientrò all'Università di Bologna, dove insegnò filosofia del linguaggio fino al 2016. Presidente della Società Italiana di Filosofia Analitica dal 2000 al 2002, fu anche membro dell'Accademia delle Scienze di Bologna. 
Sempre in contatto con la comunità accademica internazionale, svolse periodi di ricerca e di insegnamento all'Università Friedrich-Alexander di Erlangen-Norimberga, all'Università di Bielefeld e all'Università di Helsinki. Nel 2009 fu visiting fellow all'All Souls College dell'Università di Oxford.

## Opere
- Assertibility and Truth. A Study on Fregean Themes (Bologna, CLUEB 1981).
- Linguaggio e analisi filosofica (Bologna, Pàtron 1992).
- La chimica dei concetti (Bologna, Il Mulino 1994).
- Le teorie del significato (Roma-Bari, Laterza 1999).